# David S. Broder
David Salzer Broder (Chicago Heights, 11 de setembro de 1929 - Arlington County, 9 de março de 2011) foi um jornalista estadunidense.
David S. Broder foi o ganhador de Prêmio Pulitzer de jornalismo de 1973 pela cobertura do escândalo "Watergate". O jornalista trabalhou em importantes jornais, como o "The New York Times" e o "The Washington Post", além da emissora NBC como comentarista político no programa "Meet the Press".

## Obras
É autor ou coautor de oito livros:
- Democracy Derailed: Initiative Campaigns and the Power of Money (Harcourt, 2000) ISBN 978-0-15-100464-5
- The System: The American Way of Politics at the Breaking Point com Haynes Johnson (Little, Brown and Company, 1996) ISBN 978-0-316-46969-2
- The Man Who Would be President: Dan Quayle com Bob Woodward (Simon & Schuster, 1992) ISBN 978-0-671-79183-4
- Behind the Front Page: A Candid Look at How the News Is Made (Simon & Schuster 1987) ISBN 978-0-671-44943-8
- Changing of the Guard: Power and Leadership in America (Simon & Schuster, 1980) ISBN 978-0-671-24566-5
- The Party's Over: The Failure of Politics in America (Harper e Row, 1972) ISBN 978-0-06-010483-2
- The Republican Establishment: The Present and Future of the G.O.P. com Stephen H. Hess (Harper and Row, 1967) ISBN 978-0-06-011877-8
- The Pursuit of the Presidency 1980 com The Washington Post (Berkeley Books, 1980) ISBN 978-0-425-04703-3
- Authored the foreword for The Ticket-Splitter: A New Force in American Politics 1972 Co-Authors: Walter DeVries e V. Lance Tarrance